# امیر عابدی (عکاس)
امیر عابدی (زادهٔ ۱۸ اسفند ۱۳۴۱) عکاس سینما و تهیه‌کننده ایرانی است. او در بیش از سی‌وپنج سال عکاسی در سینما و تلویزیون ایران، همکاری با کارگردان‌هایی همچون اصغر فرهادی در چهارشنبه‌سوری (۱۳۸۴)، کیومرث پوراحمد در شب یلدا (۱۳۸۰) و رسول ملاقلی‌پور را در مزرعهٔ پدری (۱۳۸۱) تجربه کرده‌است. تندیس زرین بهترین عکاسی فیلم از هشتمین جشن خانهٔ سینما برای مزرعهٔ پدری و سیمرغ بلورین بهترین عکس فیلم جشنواره فیلم فجر برای عکاسی فیلم سه زن (۱۳۸۶) به کارگردانی منیژه حکمت از جملهٔ افتخارات اوست.
از دیگر کارگردان‌هایی که عکاسی دست‌کم یکی از فیلم‌های خود را به عابدی سپرده‌اند، می‌توان به فریدون جیرانی، مهران مدیری، حسن فتحی، محمدعلی نجفی، مسعود جعفری جوزانی و کمال تبریزی اشاره کرد.
وی تاکنون تهیه‌کنندگی فیلم‌های سینمایی ناکوک به کارگردانی امیر پورکیان، سگدونی به کارگردانی فرزان زارع و النا به کارگردانی هومن عین‌الهی را نیز بر عهده داشته‌است.

## فعالیت هنری
امیر عابدی فعالیت خود را در عکاسی سینما از سال ۱۳۶۷ با عکاسی فیلم هفت شهر عشق آغاز کرد و تاکنون عکاسی بیش از ۶۲ فیلم بلند سینمایی، بیش از ۵ مجموعهٔ تلویزیونی و بیش از سه دهه عکاسی تئاتر را در کارنامه خود دارد.

### فیلم‌ها
| سال  | عنوان                 | کارگردان           |
| ۱۳۶۷ | هفت شهر عشق           | محمدعلی نجفی       |
| ۱۳۶۸ | باغ خورشید            | محمد اسلاملو       |
| ۱۳۶۸ | پرواز در نهایت        | محمدمهدی عسگرپور   |
| ۱۳۷۰ | سیرک بزرگ             | اکبر خواجویی       |
| ۱۳۷۲ | درد مشترک             | یاسمین ملک‌نصر      |
| ۱۳۷۴ | ماه مهربان            | قاسم جعفری         |
| ۱۳۷۵ | اسکادران عشق          | سعید حاجی‌میری      |
| ۱۳۷۶ | زشت و زیبا            | احمدرضا معتمدی     |
| ۱۳۷۶ | قرمز                  | فریدون جیرانی      |
| ۱۳۷۷ | شوخی                  | همایون اسعدیان     |
| ۱۳۷۸ | عشق طاهر              | محمدعلی نجفی       |
| ۱۳۷۸ | نسل سوخته             | رسول ملاقلی‌پور     |
| ۱۳۷۹ | هفت پرده              | فرزاد مؤتمن        |
| ۱۳۷۹ | مزرعه پدری            | رسول ملاقلی‌پور     |
| ۱۳۷۹ | زندان زنان            | منیژه حکمت         |
| ۱۳۸۰ | شب یلدا               | کیومرث پوراحمد     |
| ۱۳۸۰ | یک الف ناقابل         | محمد عرب           |
| ۱۳۸۰ | بازی                  | غلامرضا رمضانی     |
| ۱۳۸۰ | مربای شیرین           | مرضیه برومند       |
| ۱۳۸۰ | دنیا                  | منوچهر مصیری       |
| ۱۳۸۱ | هفت ترانه             | بهمن زرین‌پور       |
| ۱۳۸۱ | کودکانه               | مسعود کرامتی       |
| ۱۳۸۲ | آغاز دوم              | مهشید افشارزاده    |
| ۱۳۸۲ | مزرعه پدری            | رسول ملاقلی‌پور     |
| ۱۳۸۲ | غروب شد بیا           | انسیه شاه حسینی    |
| ۱۳۸۳ | ما همه خوبیم          | بیژن میرباقری      |
| ۱۳۸۳ | گرداب                 | حسن هدایت          |
| ۱۳۸۳ | داستانهای تنهایی      | حسن هدایت          |
| ۱۳۸۳ | باغ آلوچه             | بهروز شعیبی        |
| ۱۳۸۴ | چهارشنبه سوری         | اصغر فرهادی        |
| ۱۳۸۴ | دم صبح                | حمید رحمانیان      |
| ۱۳۸۴ | هرچی تو بخوای         | محمد متوسلانی      |
| ۱۳۸۵ | قصه عشق               | بیژن بیرنگ         |
| ۱۳۸۵ | سه زن                 | منیژه حکمت         |
| ۱۳۸۵ | مصائب دوشیزه          | مسعود اطیابی       |
| ۱۳۸۶ | فراموشی               | مسعود مددی         |
| ۱۳۸۶ | قرنطینه               | منوچهر هادی        |
| ۱۳۸۶ | خواب لیلا             | مهرداد میرفلاح     |
| ۱۳۸۷ | مسیرعشق               | بیژن شکرریز        |
| ۱۳۸۷ | دلخون                 | محمدرضا رحمانی     |
| ۱۳۸۷ | صداها                 | فرزاد مؤتمن        |
| ۱۳۸۸ | باغ قرمز              | امیر سماواتی       |
| ۱۳۸۷ | خیابان بیست و چهار    | سعید اسدی          |
| ۱۳۸۷ | پسر آدم، دختر حوّا     | رامبد جوان         |
| ۱۳۸۸ | آدمکش                 | رضا کریمی          |
| ۱۳۸۸ | یک وجب از آسمان       | علی وزیریان        |
| ۱۳۸۸ | شکلات داغ             | حامد کلاهداری      |
| ۱۳۸۹ | آلزایمر               | احمدرضا معتمدی     |
| ۱۳۸۹ | شیش و بش              | بهمن گودرزی        |
| ۱۳۹۰ | آزمایشگاه             | حمید امجد          |
| ۱۳۹۲ | بلوک نه، خروجی دو     | علیرضا امینی       |
| ۱۳۹۲ | بادیگران              | ناصر ضمیری         |
| ۱۳۹۲ | ساکن طبقه وسط         | شهاب حسینی         |
| ۱۳۹۳ | ایران برگر            | مسعود جعفری جوزانی |
| ۱۳۹۳ | گیتا                  | مسعود مددی         |
| ۱۳۹۳ | یک شهروندکاملا معمولی | مجیدبرزگر          |
| ۱۳۹۳ | پری دریایی            | مسعود آقاباباییان  |
| ۱۳۹۶ | جاده قدیم             | منیژه حکمت         |
| ۱۳۹۷ | آخرین داستان          | اشکان رهگذر        |
| ۱۳۹۸ | کیک زرد               | علی شاه‌حاتمی       |
| ۱۴۰۰ | فیلم نوزده            | منیژه حکمت         |
| ۱۴۰۰ | جاده ۲۰۰۰             | منیژه حکمت         |

### مجموعه‌های تلویزیونی
| عنوان                | کارگردان      |
| دردسر والدین         | مسعود نوابی   |
| نوعروس               | بیژن میرباقری |
| جایزه بزرگ           | مهران مدیری   |
| مدار صفر درجه        | حسن فتحی      |
| تعبیر وارونه یک رویا | فریدون جیرانی |

### تهیه‌کنندگی و کارگردانی
| عنوان                                                               | کارگردان         |
| فیلم سینمایی ناکوک                                                  | امیر پورکیان     |
| فیلم سینمایی سگدونی                                                 | فرزان زارع       |
| مزرعه را پاسبانی نیست (فیلم کوتاه)                                  | مهدی قدیانی      |
| تبر (فیلم کوتاه)                                                    | هومن عین الهی    |
| مستند آنکه گفت نه… آنکه گفت آری!                                    | هومن عین الهی    |
| مستند شهروند                                                        | امیر عابدی       |
| مجری طرح و کارگردانی پشت صحنه سریال مدار صفر درجه                   | حسن فتحی         |
| کافه دو                                                             | هومن عین الهی    |
| زندگی غمبار یک بت خوشبخت (انیمیشن)                                  | کتایون بازیار    |
| مهمانی                                                              | صبا قاسمی        |
| دیستورت                                                             | هومن عین الهی    |
| رفتی بیرون در را قفل کن                                             | محمدعلی کریمخانی |
| کارگردانی تیزرهای بخش مواد تبلیغی جشنواره فیلم فجر (دو دوره)        | امیر عابدی       |
| کارگردانی مستند و تیزرهای مراسم فرش قرمز هنر و تجربه بیش از سی آیتم |                  |
| مستند نمایشگاه «هواخوری قجری»                                       |                  |
| مستند نمایشگاه آناهیتا تیموریان و یونسکو                            |                  |

### مسئولیت‌ها
عضو انجمن عکاسان سینمای ایران (از سال۱۳۷۲)
عضویت در هیئت مدیره انجمن عکاسان سینمای ایران در کلیه دوره ها (از سال۱۳۷۲) تا امروز
(رئیس انجمن عکاسان سینمای ایران (سه دوره دو ساله)
بازرس انجمن عکاسان سینمای ایران در (دو دوره)
عضو هیئت مدیره خانه سینما (در سه دوره مختلف)
عضویت در شورای عالی داوری
عضویت در آکادمی سینمای ایران
نماینده طرح معمرین از طرف خانه سینما
عضو هیئت مؤسس اولیه انجمن عکاسان ایران
مؤسس و عضو انجمن عکاسان تئاتر
عضو انجمن عکاسان مطبوعات
سفیر اهدای عضو

## داوری
داور بخش سینمایی جشن خانه سینما (در چهار دوره مختلف)
داور بخش عکس جشن خانه سینما (در شش دوره مختلف)
داور بخش عکس جشنواره فیلم دفاع مقدس
داور بخش مسابقه مواد تبلیغی جشنواره فیلم پلیس
عضو شورای سیاستگذاری مسابقه موادتبلیغی
دبیرو داور بخش مسابقه مواد تبلیغی (بیست و پنجمین جشنواره فیلم فجر)
داور بخش مسابقه مواد تبلیغی (بیست و ششمین جشنواره فیلم فجر)
دبیر اجرایی بخش مسابقه مواد تبلیغی. (سی و دومین جشنواره فیلم فجر)
داور بخش اصلی هفدهمین جشن ملی سینمای ایران (خانه سینما)
عضوشورای سیاست گذاری جشنواره فیلم سبز
دبیر بخش تجسمی جشنواره فیلم سبز ١٣٩٤
داوربخش تجسمی جشنواره فیلم سبز ١٣٩٤
دبیربخش مسابقه تبلیغات سینمای ایران (سی و چهارمین جشنواره فیلم فجر)
عضو هیئت انتخاب مسابقه تبلیغات سینمای ایران (سی و چهارمین جشنواره فیلم فجر)
دبیر بیست و چهارمین جشنواره فیلم کودک و نوجوان ١٣٩٦
داور بیست و چهارمین جشنواره فیلم کودک و نوجوان ١٣٩٦
داور جشنواره تجسمی نفس ١٣٩٥
داور بخش عکس جشنواره دانشجویی نهال ١٣٩٨
داور پنجمین جشن عکاسان سینمای ایران١٣٩٨
داور بخش فیلم بیست ویکمین جشن خانه سینما١٣٩٨
مدیر بخش مسابقه عکس جشنواره بین‌المللی تئاتر عزوسکی تهران-مبارک ١٣٩٩
داور بخش عکس مسابقه (نه ب جنگ)١٣٩٩

## جوایز و افتخارات
| جایزه                                        | عنوان                   | مراسم                                                   |
| -------------------------------------------- | ----------------------- | ------------------------------------------------------- |
| برگزیده بهترین عکس فیلم                      | اسکادران عشق            | اولین مسابقه عکس انجمن عکاسان سینمای ایران (خانه سینما) |
| تندیس بهترین عکاسی فیلم                      | مزرعه پدری              | هشتمین جشن سینمای ایران                                 |
| سیمرغ بلورین بهترین عکاسی فیلم               | سه زن                   | بیست و هفتمین دوره جشنواره فیلم فجر                     |
| تندیس تصویر سال                              | مجموعه عکس یک عمر سینما | جشن تصویر سال                                           |
| برگزیده بخش عکس                              | عشق طاهر                | جشنواره میلاد کوثر                                      |
| بزرگداشت و تقدیر به عنوان پیشکسوت عکاسی فیلم |                         | جشن خانه سینما (١٣٩٧)                                   |